# 扎沃洛茨科耶湖
56°24′38″N 29°27′20″E / 56.41056°N 29.45556°E
扎沃洛茨科耶湖（俄语：Заволоцкое），是俄羅斯的湖泊，位於該國西北部，由普斯科夫州負責管轄，處於普斯托什卡區，面積1.3平方公里，集水區面積1,376平方公里，平均水深3米，最大水深10米。湖中有大量魚類。

## 歷史背景
在中世紀，它被稱為波德索（Podtso）湖。1536年，湖岸邊建立了扎沃洛茨科耶堡壘。大北方戰爭結束後，堡壘逐漸被廢棄。

## 外部連結
- Фонд водоёмов Псковской области (Excell)